# Holocentridae
Famille
Les Holocentridés (Holocentridae) forment une famille de poissons téléostéens aussi appelés « Poissons-soldats ». Les poissons-soldats au sens strict sont les espèces du genre Holocentrus. Dans l'ordre des Beryciformes, cette famille est celle qui comporte le plus d'espèces. 

## Description et caractéristiques
Les nageoires sont munies d'épines. Quand ils sont jeunes ils ont une mâchoire supérieure allongée en forme de nez. La nageoire caudale est fourchue, les écailles sont très grosses et l'opercule est muni d'au moins une épine. La coloration de la plupart des espèces est rouge. 
Ce sont des poissons de mer nocturnes qui se cachent pendant la journée et ont leur territoire près du fond. Ils vivent surtout dans les mers tropicales et les récifs coralliens des trois principaux bassins océaniques, jusqu'à une centaine de mètres de profondeur.

## Liste des genres
Selon World Register of Marine Species (14 octobre 2014), cette famille comporte pour genres :
- sous-famille Holocentrinae - Poissons écureuil
  - genre Faremusca
  - genre Holocentrus Scopoli (ex Gronow), 1777
  - genre Neoniphon Castelnau, 1875
  - genre Sargocentron Fowler, 1904
- sous-famille Myripristinae - Poissons soldats
  - genre Corniger Agassiz in Spix et Agassiz, 1831
  - genre Myripristis Cuvier, 1829
  - genre Ostichthys Cuvier (ex Langsdorf) in Cuvier & Valenciennes, 1829
  - genre Plectrypops Gill, 1863
  - genre Pristilepis Randall

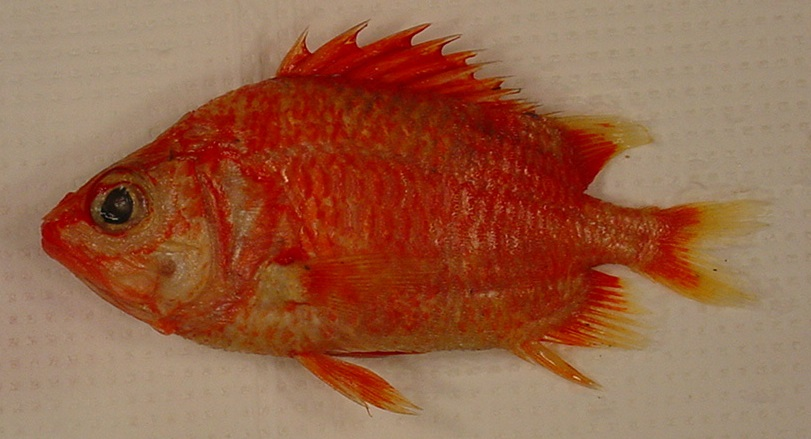
Corniger spinosus
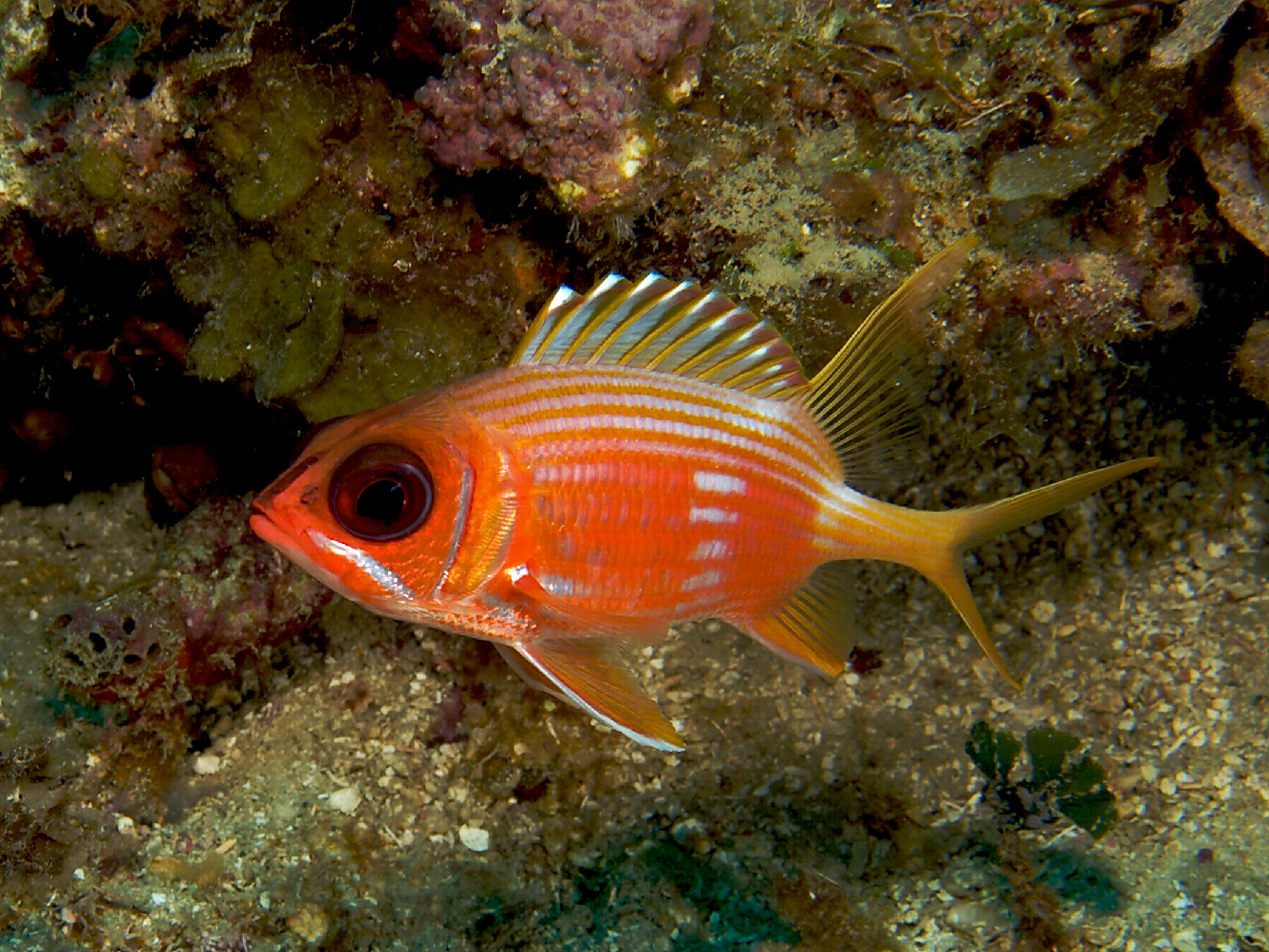
Holocentrus rufus
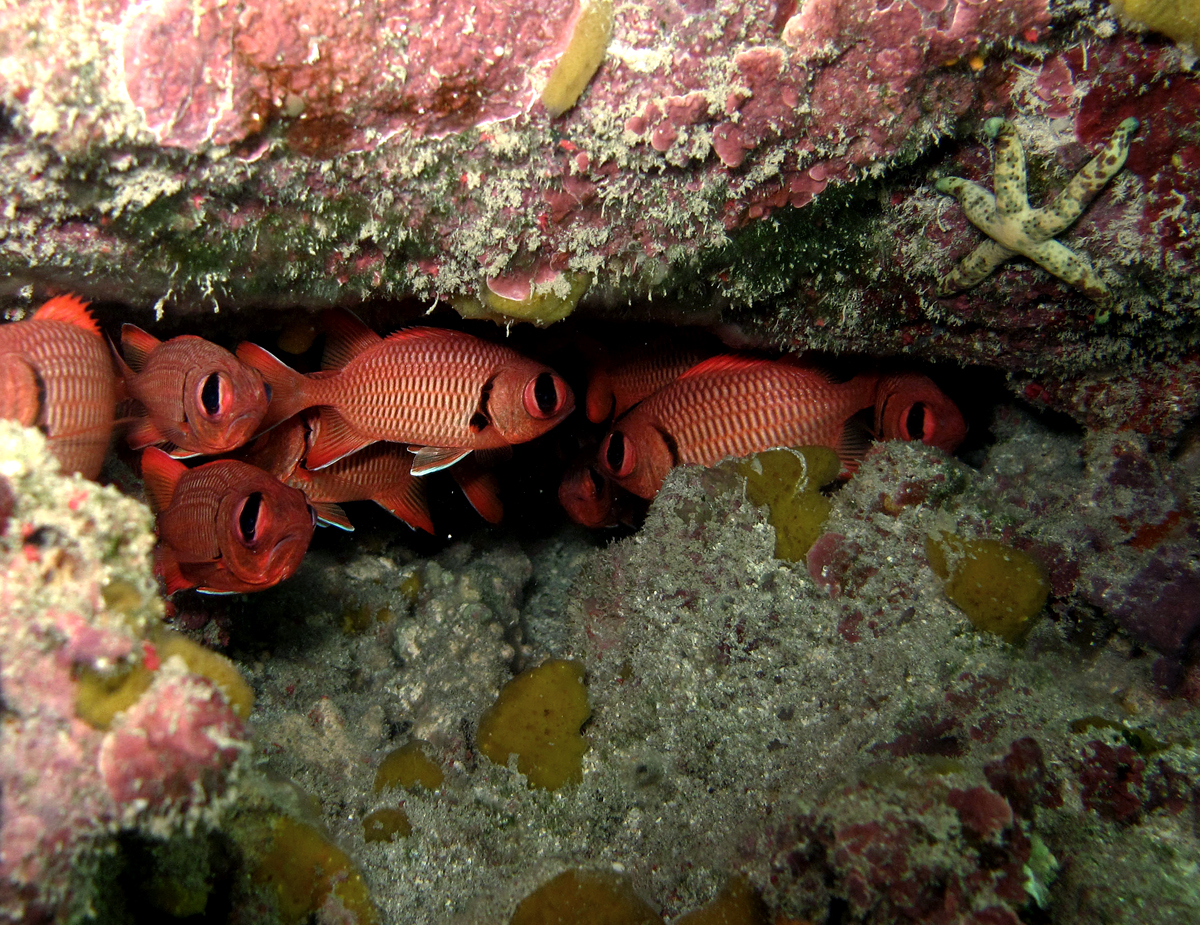
Myripristis murdjan
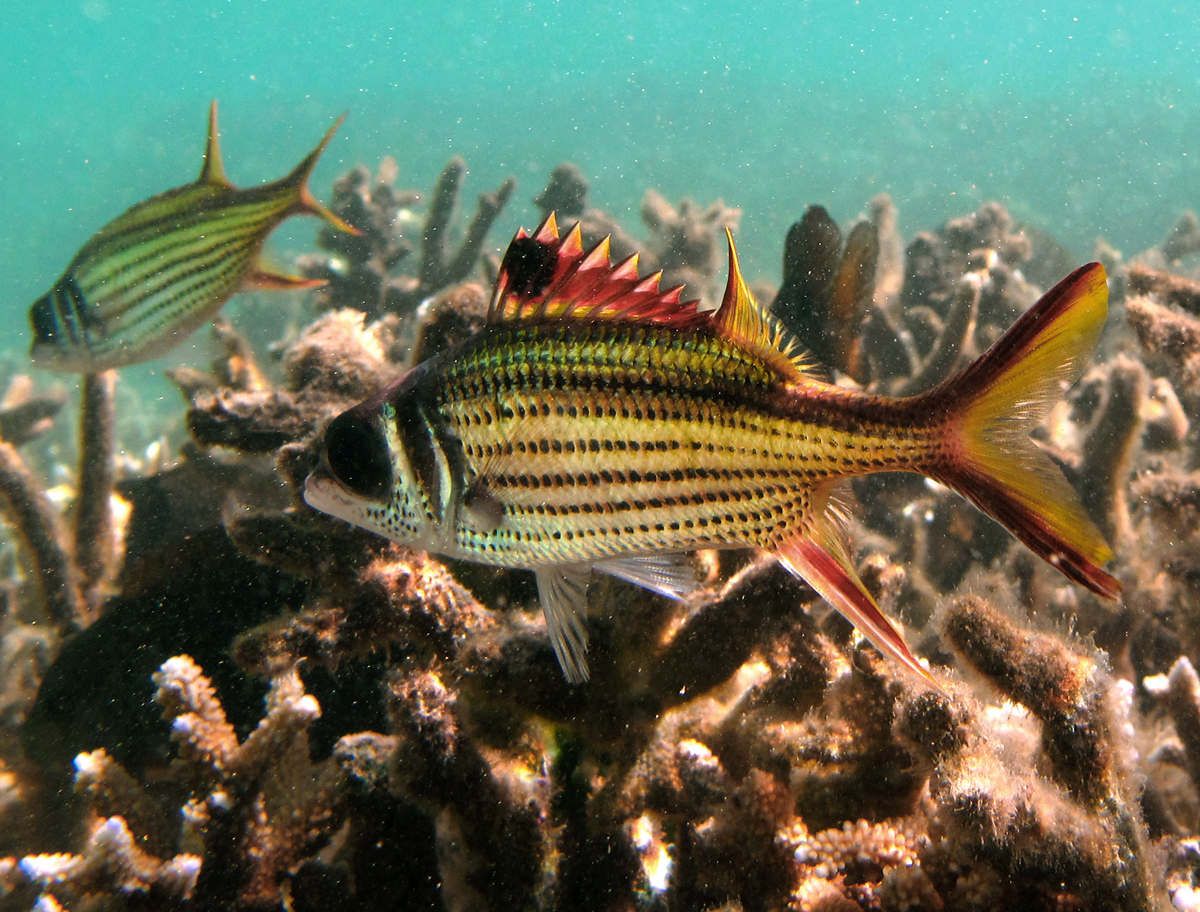
Neoniphon sammara
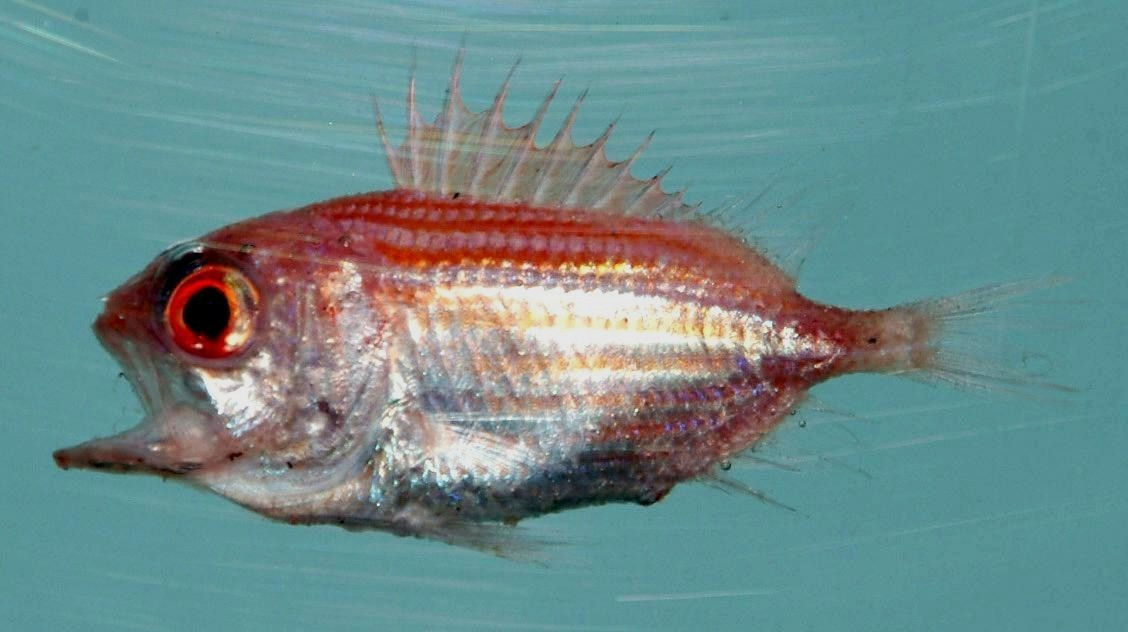
Ostichthys trachypoma
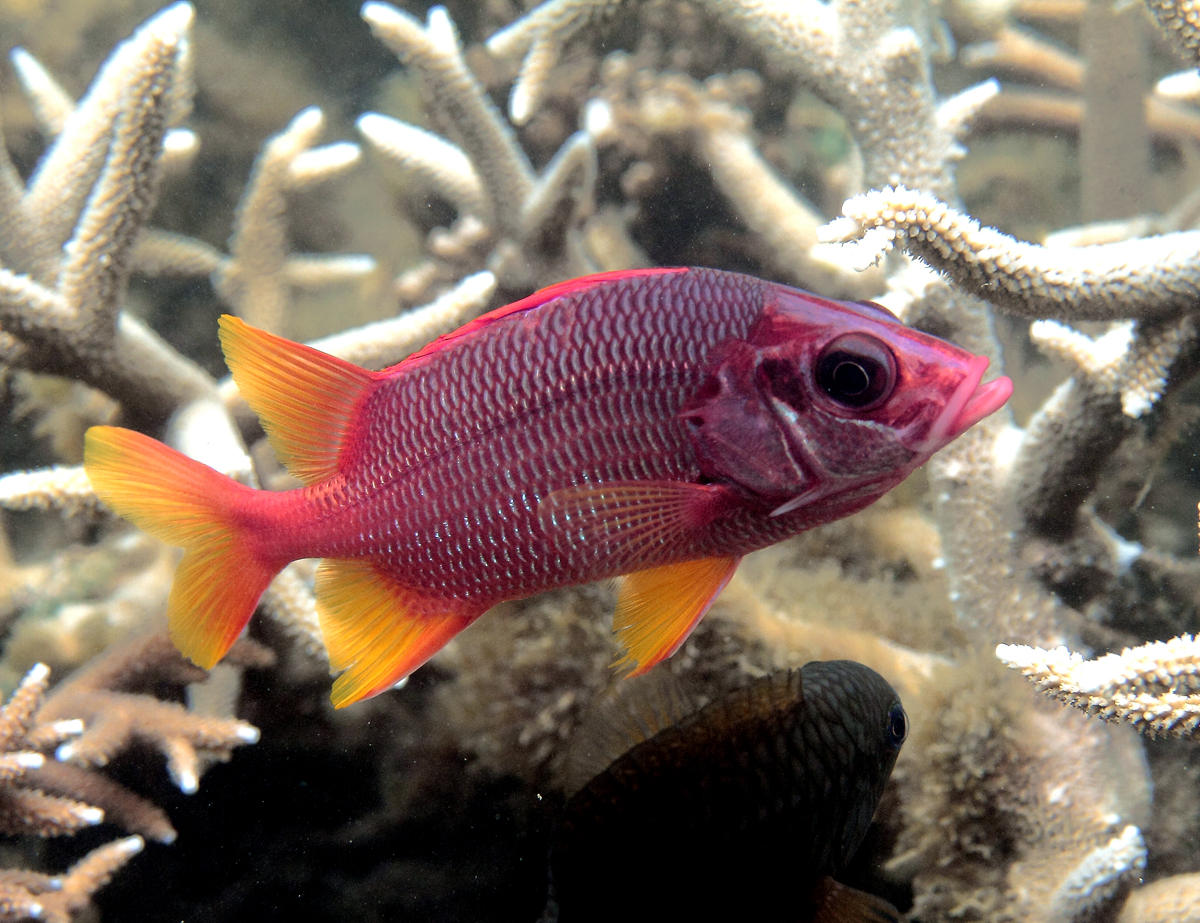
Sargocentron spiniferum
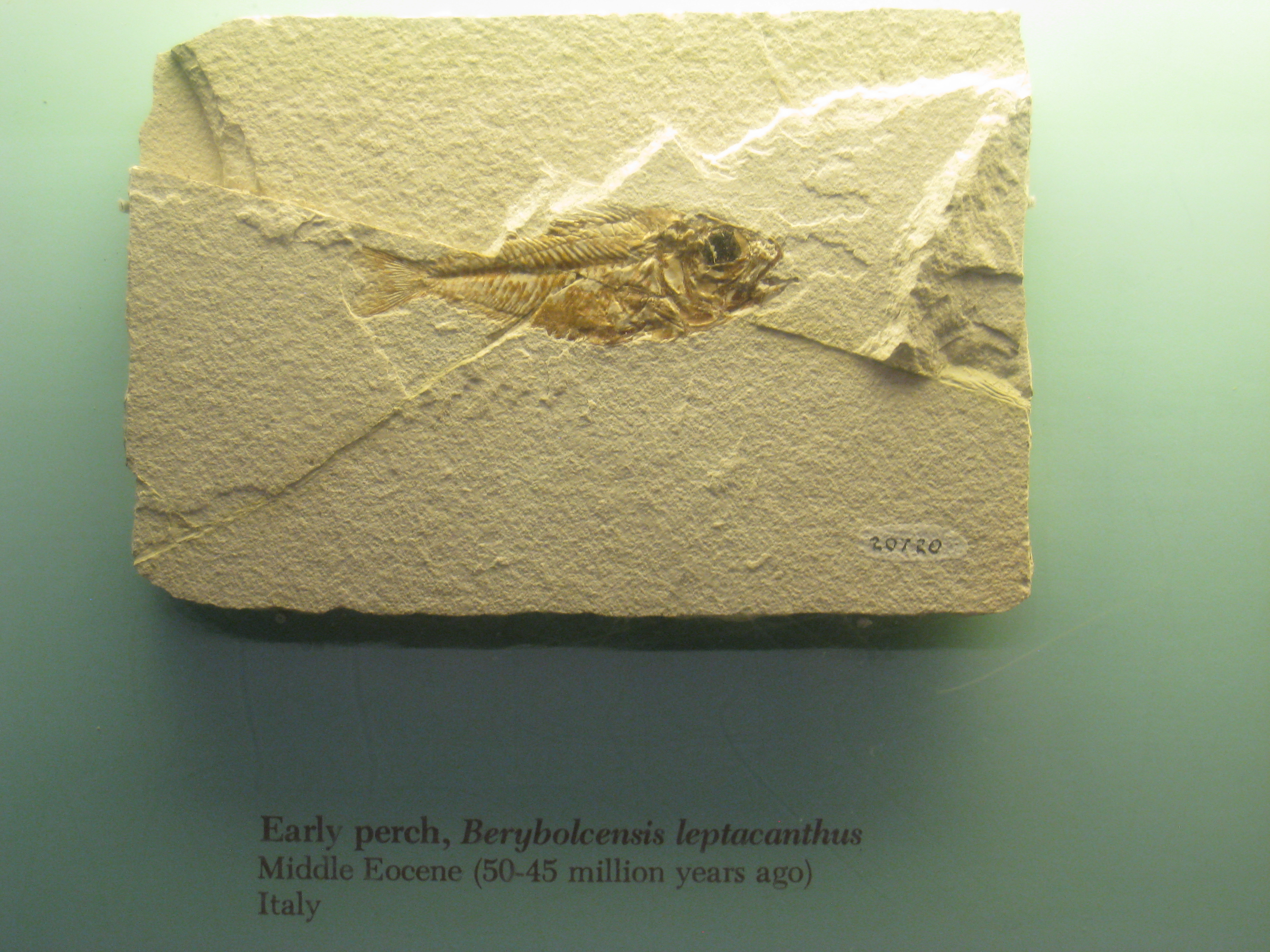
Fossile de Berybolcensis leptacanthus